# Ermida de São João (Santa Cruz da Graciosa)

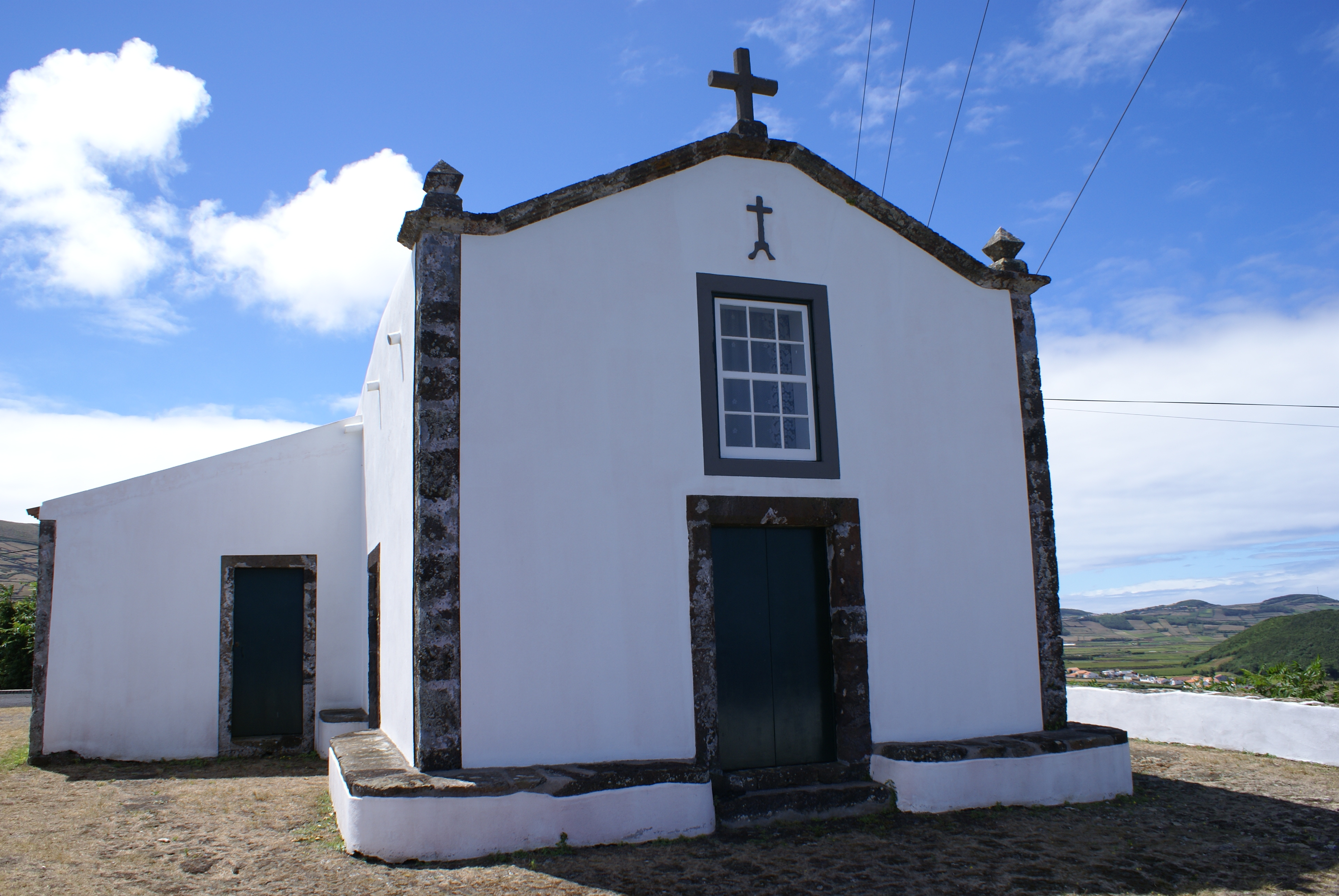
Ermida de São João, Monte da Ajuda.

A Ermida de São João é uma Ermida portuguesa localizada no cimo do Monte da Senhora da Ajuda, no concelho de Santa Cruz da Graciosa, na ilha Graciosa, no arquipélago dos Açores.
Esta ermida cuja construção recua ao século XVI e que é dedicada a devoção de São João surge referenciada pela primeira vez em 1557.